# Indischer Mungo
Der Indische Mungo (Urva edwardsii, Synonym: Herpestes edwardsii) ist eine Raubtierart aus der Familie der Mangusten (Herpestidae). Wenn allgemein vom „Mungo“ gesprochen wird, ist entweder von dieser Art oder vom Kleinen Mungo die Rede.
Der Artzusatz im wissenschaftlichen Namen ehrt den englischen Naturforscher George Edwards.

## Merkmale
Indische Mungos haben eine Kopf-Rumpf-Länge von 36 bis 45 Zentimeter, hinzu kommen 35 Zentimeter Schwanz. Ihr Gewicht variiert zwischen 0,9 und 1,7 Kilogramm. Ihr Körper ist langgestreckt und schlank, die Gliedmaßen sind relativ kurz. Ihr Fell ist silbergrau, die Beine wirken etwas dunkler. Die Schwanzspitze ist dunkelrot, auch der Kopf hat einen leichten Rotstich.

## Verbreitung und Lebensraum

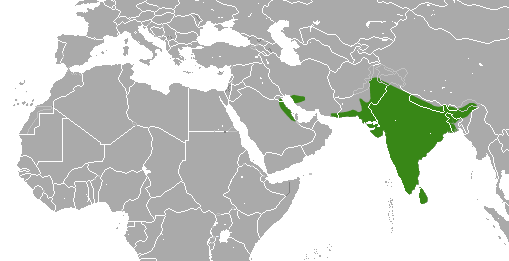
Verbreitungsgebiet des Indischen Mungo

Das natürliche Verbreitungsgebiet des Indischen Mungos erstreckt sich vom Osten der Arabischen Halbinsel über Afghanistan und Pakistan bis auf den Indischen Subkontinent. Als Habitat bevorzugen sie buschbestandene Grasländer, sie sind jedoch nicht sehr wählerisch in Bezug auf ihren Lebensraum.
Aus Gründen der Schädlingsbekämpfung wurden sie in zahlreichen Regionen eingeführt, darunter auf der Malaiischen Halbinsel, Mauritius, Réunion, den japanischen Ryūkyū-Inseln, der kroatischen Insel Mljet sowie im mittleren Italien und auf Jamaika.

## Lebensweise
Indische Mungos sind tagaktive Tiere, die normalerweise als Einzelgänger leben, manchmal aber auch als lose Familienverbände zusammenbleiben. Am Tage verlassen sie ihre Höhlen und suchen nach Nahrung. Diese besteht aus verschiedensten Wirbeltieren wie Kleinsäugern, Vögeln, Eidechsen und Schlangen, aber auch aus Insekten, Skorpionen und anderen Wirbellosen sowie Früchten. Da sich Mungos blitzschnell bewegen können, attackieren sie auch Giftschlangen, deren Angriffen sie dann reaktionsschnell ausweichen. Die Mungos sind jedoch nicht immun gegen das Schlangengift. Sie lassen die Schlange immer wieder zustoßen, weichen jedes Mal aus, und letztlich ist die Schlange so ermüdet, dass sie sich leicht töten lässt. Wird ein Mungo in einem solchen Kampf doch einmal gebissen, durchdringen Giftschlangen mit kurzen Giftzähnen (z. B. Kobras) oftmals nicht sein dichtes, buschiges Fell.
Zwei- oder dreimal im Jahr bringt das Weibchen nach rund 60- bis 65-tägiger Tragzeit zwei bis vier Jungtiere zur Welt. Diese werden nach vier bis fünf Wochen entwöhnt.

## Indische Mungos und Menschen

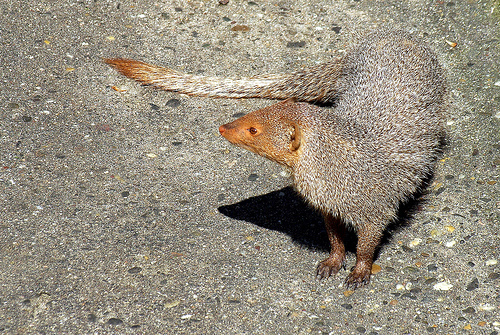
Indischer Mungo, Nagarhole-Nationalpark

Der Indische Mungo ist häufig und zählt nicht zu den bedrohten Arten. Die Weltnaturschutzunion IUCN führt ihn in der Roten Liste gefährdeter Arten auch als nicht gefährdet („Least Concern“).
Er wurde durch den Menschen in zahlreiche Gegenden der Welt verschleppt, in denen er ursprünglich nicht vorkam. Man hat sich dadurch eine Bekämpfung von Rattenplagen erhofft. Allerdings führte diese Maßnahme zu viel schwerwiegenderen Problemen, da die Mungos die einheimische Tierwelt der neuen Gegenden gefährdeten oder sogar ausrotteten, in Hühnerställe einbrachen sowie Nahrung bei Menschen suchten und die Tollwut sowie andere Krankheiten übertrugen. Durch das Vertilgen insektenfressender Kleintiere nahmen auch Schadinsekten in verheerendem Ausmaß zu.
Da oft nicht zwischen den beiden Mungoarten unterschieden wird, finden sich kulturelle Bezüge unter Mungo.
Alfred Brehm berichtete, dass der Mungo in Indien auch als Haustier gehalten wird. Man finde ihn in vielen Wohnungen seiner heimatlichen Länder als Haustier. Seine Dienste, die der Mensch gerne in Anspruch nehme (Schutz vor Schlangen, Freihalten des Hauses von Ratten etc.) würde er als Gegenleistung für die ihm entgegengebrachte Gastfreundschaft bringen. Weiter schrieb Brehm:
„Mit dem Menschen befreundet er sich bald. Seinem Herrn folgt er nach kurzer Zeit, frißt aus seiner Hand und lebt als Haustier.“
Diese Beziehung zwischen Menschen und Mangusten wurde auch von Rudyard Kipling, in seinem bekanntesten Werk „Das Dschungelbuch“, in der Kurzgeschichte „Rikki-tikki-tavi“ literarisch verarbeitet.
Negativ konnotiert taucht der Mungo in Aravind Adigas Roman „Der weiße Tiger“ auf. Dort erhält der herrschsüchtige, hinterlistige Sohn eines Großgrundbesitzers diesen Spitznamen: „Mukesh Sir war klein, dunkel, hässlich und sehr gerissen. Zu Hause im Dorf hätten wir ihn „den Mungo“ genannt.“